# This Is My Now
This Is My Now è il primo singolo della cantante statunitense Jordin Sparks, pubblicato nel 2007.
Il brano è stato scritto da Jeff Peabody e Scott Krippayne.

## Tracce
- Download digitale

1. This Is My Now